# Partido Popular de Aragón
El Partido Popular de Aragón (también conocido como PP de Aragón) es la delegación aragonesa del Partido Popular y fue fundado en 1989 con la refundación del Partido Popular, heredero de Alianza Popular. Su presidente es Jorge Azcón y su sede central está en la calle Ponzano n.º 3 en Zaragoza.

## Historia
El Partido Popular procede de la refundación en un partido único de la coalición de partidos Alianza Popular en 1989. La mayoría de dichos partidos formaron previamente otras coalición como Coalición Democrática y Coalición Popular.

## Resultados electorales
En negrita figura los resultados tanto de las circunscripciones electorales como del total de Aragón en que ha resultado ser la opción más votada.

### Elecciones generales
En 1996 y 2011 presentó candidaturas conjuntas con el PAR.
| Fecha             | Votos provincia Huesca | %     | Dipu- tados | Votos provincia Teruel | %     | Dipu- tados | Votos provincia Zaragoza | %     | Dipu- tados | Votos total Aragón | %     | Dipu- tados |
| ----------------- | ---------------------- | ----- | ----------- | ---------------------- | ----- | ----------- | ------------------------ | ----- | ----------- | ------------------ | ----- | ----------- |
| 1989              | 29.938                 | 25,50 | 01          | 27.695                 | 32,89 | 01          | 125.728                  | 27,46 | 02          | 183.361            | 27,81 | 04          |
| 1993              | 43.059                 | 32,30 | 01          | 34.293                 | 38,07 | 01          | 172.753                  | 32,16 | 02          | 250.105            | 32,88 | 04          |
| 1996              | 61.900                 | 45,60 | 02          | 45.207                 | 49,23 | 02          | 263.868                  | 48,27 | 04          | 370.975            | 47,92 | 08          |
| 2000              | 56.610                 | 45,13 | 02          | 40.383                 | 47,93 | 02          | 244.403                  | 47,63 | 04          | 341.396            | 47,23 | 08          |
| 2004              | 50.493                 | 37,49 | 01          | 35.920                 | 40,83 | 01          | 198.480                  | 35,55 | 03          | 284.893            | 36,48 | 05          |
| 2008              | 49.748                 | 37,62 | 01          | 34.386                 | 39,62 | 01          | 199.934                  | 36,46 | 03          | 284.068            | 37,01 | 05          |
| 2011              | 58.257                 | 48,56 | 02          | 39.721                 | 51,73 | 02          | 240.564                  | 46,94 | 04          | 388.612            | 47,73 | 08          |
| 2015              | 39.747                 | 32,54 | 01          | 28.282                 | 36,4  | 02          | 161.662                  | 30,29 | 03          | 229.691            | 31,31 | 06          |
| 2016              | 42.332                 | 36,22 | 01          | 30.913                 | 41,26 | 02          | 179.211                  | 34,92 | 03          | 252.456            | 35,81 | 06          |
| abril 2019        | 25.149                 | 20,07 | 01          | 18.566                 | 23,78 | 01          | 99.527                   | 17,95 | 01          | 143.242            | 18,9  | 03          |
| noviembre de 2019 | 29.804                 | 26,24 | 01          | 17.520                 | 23,63 | 01          | 119.909                  | 23,36 | 02          | 167.233            | 23,86 | 04          |
| 2023              | 45.562                 | 38,3  | 2           | 26.495                 | 35,1  | 2           | 185.613                  | 36,1  | 3           | 257.670            | 36,3  | 7           |

### Elecciones autonómicas
| Fecha | Votos provincia Huesca | %     | Dipu- tados | Votos provincia Teruel | %     | Dipu- tados | Votos provincia Zaragoza | %     | Dipu- tados | Votos total Aragón | %     | Dipu- tados | Candi- dato´            | Posición                       |
| ----- | ---------------------- | ----- | ----------- | ---------------------- | ----- | ----------- | ------------------------ | ----- | ----------- | ------------------ | ----- | ----------- | ----------------------- | ------------------------------ |
| 1991  | 23.574                 | 20,39 | 4           | 25.990                 | 31,28 | 6           | 77.276                   | 18,69 | 7           | 126.840            | 20,72 | 17          | Santiago Lanzuela       | Coalición (PAR-PP) (1991-1993) |
| 1991  | 23.574                 | 20,39 | 4           | 25.990                 | 31,28 | 6           | 77.276                   | 18,69 | 7           | 126.840            | 20,72 | 17          | Santiago Lanzuela       | Oposición (1993-1995)          |
| 1995  | 41.734                 | 33,31 | 7           | 35.291                 | 40,84 | 7           | 185.874                  | 38,07 | 13          | 262.899            | 37,56 | 27          | Santiago Lanzuela       | Coalición (PP-PAR)             |
| 1999  | 40.222                 | 33,91 | 7           | 33.206                 | 40,22 | 7           | 175.353                  | 39,04 | 14          | 248.781            | 38,26 | 28          | Santiago Lanzuela       | Oposición                      |
| 2003  | 37.479                 | 29,72 | 6           | 28.871                 | 33,57 | 5           | 152.708                  | 30,50 | 11          | 219.058            | 30,73 | 22          | Gustavo Alcalde Sánchez | Oposición                      |
| 2007  | 35.391                 | 29,24 | 6           | 25.875                 | 31,12 | 5           | 146.109                  | 31,57 | 12          | 207.375            | 31,09 | 23          | Gustavo Alcalde Sánchez | Oposición                      |
| 2011  | 44.250                 | 36,94 | 7           | 29.642                 | 40,84 | 6           | 195.416                  | 36,98 | 17          | 269.308            | 39,72 | 30          | Luisa Fernanda Rudi     | Coalición (PP-PAR)             |
| 2015  | 29.021                 | 26,31 | 5           | 20.591                 | 27,53 | 5           | 132.145                  | 27,77 | 11          | 181.757            | 27,50 | 21          | Luisa Fernanda Rudi     | Oposición                      |
| 2019  | 23.794                 | 20,99 | 4           | 17.852                 | 24,38 | 4           | 98.014                   | 20,34 | 8           | 139.660            | 20,86 | 16          | Luis María Beamonte     | Oposición                      |
| 2023  | 39.484                 | 35,20 | 8           | 23.059                 | 31,14 | 5           | 175.274                  | 36,24 | 15          | 237.817            | 35,50 | 28          | Jorge Azcón             | Coalición (PP-VOX)             |

### Elecciones municipales
| Fecha | Votos provincia Huesca | %     | Conce- jales | Votos provincia Teruel | %     | Conce- jales | Votos provincia Zaragoza | %     | Conce- jales | Votos total Aragón | %     | Conce- jales |
| ----- | ---------------------- | ----- | ------------ | ---------------------- | ----- | ------------ | ------------------------ | ----- | ------------ | ------------------ | ----- | ------------ |
| 1991  | 25.074                 | 21,66 | 2,99         | 25.118                 | 30,39 | 374          | 83.707                   | 20,22 | 282          | 133.899            | 21,86 | 955          |
| 1995  | 40.022                 | 31,88 | 423          | 34.665                 | 40,11 | 491          | 202.585                  | 41,43 | 558          | 277.272            | 39,56 | 1.472        |
| 1999  | 39.743                 | 33,14 | 499          | 32.658                 | 39,20 | 493          | 177.177                  | 39,23 | 666          | 249.578            | 38,11 | 1.658        |
| 2003  | 34.880                 | 27,47 | 374          | 28.509                 | 32,90 | 381          | 157.446                  | 31,47 | 541          | 220.835            | 30,93 | 1.296        |
| 2007  | 34.364                 | 28,06 | 331          | 25.312                 | 30,02 | 335          | 144.434                  | 30,97 | 436          | 204.113            | 30,32 | 1.102        |
| 2011  | 40.241                 | 33,15 | 410          | 28.109                 | 34,56 | 388          | 182.820                  | 37,97 | 528          | 251.170            | 36,71 | 1.326        |
| 2015  | 32.437                 | 28,18 | 363          | 22.302                 | 29,61 | 336          | 132.116                  | 27,59 | 533          | 186.855            | 27,92 | 1.232        |
| 2019  | 30.723                 | 26,92 | 316          | 21.323                 | 28,51 | 354          | 107.464                  | 22,22 | 461          | 159.510            | 23,72 | 1.131        |
| 2023  | 41.007                 | 36,25 | 424          | 27.684                 | 37,14 | 408          | 176.953                  | 36,54 | 640          | 245.644            | 36,55 | 1.472        |

### Elecciones al Parlamento europeo
| Fecha | Votos provincia Huesca | %     | Votos provincia Teruel | %     | Votos provincia Zaragoza | %     | Votos total Aragón | %     |
| ----- | ---------------------- | ----- | ---------------------- | ----- | ------------------------ | ----- | ------------------ | ----- |
| 1989  | 22.253                 | 25,40 | 21.937                 | 34,15 | 89.668                   | 25,55 | 133.858            | 26,62 |
| 1994  | 41.796                 | 41,55 | 32.517                 | 46,25 | 183.324                  | 45,50 | 257.637            | 44,90 |
| 1999  | 47.539                 | 39,97 | 36.363                 | 44,09 | 191.942                  | 42,84 | 275.844            | 42,48 |
| 2004  | 34.589                 | 40,42 | 25.879                 | 43,72 | 131.938                  | 39,18 | 192.406            | 39,96 |
| 2009  | 33.874                 | 41,55 | 24.798                 | 45,51 | 137.384                  | 41,10 | 196.056            | 41,69 |
| 2014  | 23.028                 | 30,21 | 17.081                 | 35,72 | 88.143                   | 26,22 | 128.252            | 27,87 |
| 2019  | 25.145                 | 22,79 | 18.969                 | 26,32 | 99.502                   | 20,77 | 143.616            | 21,71 |

## Comité ejecutivo regional
- Presidente: Luis María Beamonte

- Vicepresidencias:
  - Presidente PP de Zaragoza: Javier Campoy Monreal
  - Presidente PP de Huesca: José Antonio Lagüens
  - Presidente PP de Teruel: Joaquín Juste

- Secretaria General: Mar Vaquero
  - Adjunta Secretaria General: Carmen Pobo
  - Responsable Oficina Presidente: Emiliano Sánchez Olavarrieta

- Coordinador General: Octavio López

- Vicesecretarios Generales:      
  - Vicesecretario de Organización: Antonio Romero Santolaria
  - Vicesecretaria de Electoral: María Carmen Susín
  - Vicesecretario de Política Institucional: José Manuel Aranda
  - Vicesecretaria de Formación: Juan Carlos Gracia Suso
  - Vicesecretaria de Comunicación: Ramón Celma
  - Vicesecretario de Estudios y Programas: Eloy Suárez
  - Vicesecretario de Política Sectorial: Dolores Serrat

- Secretarios ejecutivos:
  - Secretario ejecutivo de Organización: Fernando González
  - Secretario ejecutivo de Relaciones Institucionales: Patricia Cavero
  - Secretario ejecutivo Economía: Yolanda Vallés
  - Secretario ejecutivo de Política Municipal: Fernando Galve
  - Secretario ejecutivo de Acción Electoral: Marián Orós
  - Secretario ejecutivo de Educación: Pilar Cortés
  - Secretario ejecutivo de Coordinacíon de Grupos Institucionales: Ramón Celma Escuín
  - Secretario ejecutivo de TIC: Eduardo Peris
  - Secretario ejecutivo de Justicia y Libertades Públicas: Sebastián Contín
  - Secretario ejecutivo de Políticas Sociales: María José Ferrando

- Portavoces:
  - Portavoz en las Cortes de Aragón: Mar Vaquero
  - Alcalde en el Ayuntamiento de Zaragoza: Jorge Azcón
  - Portavoz en el Ayuntamiento de Huesca: Gerardo Oliván
  - Alcaldesa en el Ayuntamiento de Teruel: Emma Buj

- Delegado del Gobierno en Aragón: Gustavo Alcalde